# Frank S. Tauchar
Frank S. Tauchar (slovensko Frančišek Saleški Tavčar ali kar Frank Tavčar), slovenski pisatelj, pesnik, dramatik, igralec, režiser ter politični in društveni delavec, * 8. oktober 1886, Lenart nad Lušo, † 11. oktober 1945, Chicago, Illinois, Združene države Amerike.

## Življenje
Frank S. Tauchar je bil sin kočarja in lesnega trgovca Martina in njegove žene kočarice Marije (rojene Kržišnik). Deležen je bil le skromne šolske izobrazbe, enorazrednice v domačem kraju. Zatem je pomagal očetu, ki je prekupčeval z lesom, ter opravljal in gozdna in tudi kmečka dela. Pri dvajsetih se je izselil v Ameriko, v Rock Springs, Wyoming. Nekaj časa je bil rudar, nato se je zaposlil v trgovini in delal kot trgovski potnik.
Že zgodaj se je vključil v javno življenje Ameriških Slovencev. Kmalu je postal predsednik Društva sv. Barbare. Leta 1915 je predsedoval VI. konvenciji Slovenske narodne podporne jednote. V tem času je bil tudi član Slovenskega oziroma Jugoslovanskega republikanskega združenja (JRZ) in njegov tajnik med 3. in 4. konvencijo. Med prvo svetovno vojno se je bojeval v Franciji in bil ranjen. Po vrnitvi v ZDA se je ponovno vključil v Slovensko narodno podporno jednoto in deloval v socialističnem gibanju. Kot zaveden socialistični delavec, govornik, režiser in igralec je bil tudi član nekaterih drugih društev.
Umrl je v Hines Veterans Hospital v Chicagu.

## Literarno delo
Tavčar je pisal pesmi, prozo, drame in politične članke. V črticah je slikal v glavnem spopad med bajtarji in kulaki, izkoriščanje delavskega razreda v Ameriki ter življenje slovenskih izseljencev. Napisal je daljši roman Slovenec – glavar Indijancev (Glasilo SNPJ, 1908), satirično komedijo v dveh dejanjih V uredništvu (1922) in šaloigri Čarlijeva ženitev (samozaložba, 1917) in Trije ženini (samozaložba, 1917). Dopisoval je v razne ameriške časopis, kot so Prosveta, Proletarec, Majski glas, Ameriški družinski koledar.
V leposlovju ni uspel, ker ima Tavčarjeva proza preveč podlistkarski in reportažni značaj. Njegova poezija komajda presega raven čiste proletarske propagande in se povzpne kvečjemu do pikre satire. Kljub vsemu pa so njegovi pripovedni sestavki tematsko dokaj pestri. Največji problem Taucharja je slovenski jezik, ki je zlasti v zgodnejših delih precej ohlapen in poln tujih besed in besednih zvez. Nikoli pa se v svojih delih ne loteva tipično izseljenskih tem.

## Taucharjev koledar
Tavčar je pripravil tudi dva predloga za preureditev koledarja. Po prvem naj bi imelo leto 10 mesecev po 36 dni, po drugem pa 12 mesecev po 30 dni. Dnevi, ki bi pri tem ostali, bi bili svetovni prazniki; svoj predlog, znan tudi pod nazivom »Taucharjev koledar«, je leta 1931 poslal Društvu narodov v Ženevi, ki je pripravljalo koledar, ki bi bil veljaven za ves svet.